# XXIV Українська антарктична експедиція
XXIV Українська антарктична експедиція (УАЕ) — 24-та наукова експедиція на українську антарктичну станцію Академік Вернадський у період з грудня 2019 по березень 2020 року.

## Експедиція
Полярників вперше відібрали на основі відкритого конкурсу, без обмежень за статтю, які були запроваджені з часів 2-ї УАЕ. Завдяки цьому до складу експедиції знову увійшли жінки (біолог і лікар). Також у складі УАЕ — чотири новачки, а середній вік учасників значно помолодшав. Так, найстаршому — 47, наймолодшому — 27 років. До складу експедиції увійшли вчені різних спеціальностей, а саме геологи, геофізики, метеорологи та біологи. Серед учасників літнього сезонного загону XXIV УАЕ були і ветерани українських полярних досліджень, зокрема, учасники Першої УАЕ 1996 року (Бахмутов В. Г. та Братчик Р. О.).
24-та експедиція стала першою українською експедицією, учасники якої повністю одягнені в українську продукцію.
Учасники 24-ї антарктичної експедиції на станції «Академік Вернадський» виконували актуальні для вітчизняної та світової науки дослідження. Одним із завдань було проведення високоточної аерофотозйомки окремих островів та льодовиків за допомогою БПЛА. Зокрема, було використано безпілотний літальний апарат FLIRT Arrow виробництва компанії ABRIS.
Українські полярники також віднайшли «загублену» льодовикову печеру на острові Галіндез, виявивши, що вона втричі більше, ніж вважалося раніше, і має кілька озер та річку. За словами керівника 24-ї УАЕ Ігоря Дикого, про льодяну печеру було відомо з перших експедицій, але кілька років тому льодовик зсунувся в океан і вхід завалило. Після віднайдення нового входу виявилося, що печера насправді втричі більша, ніж вважалося раніше. Загальна довжина ходів — близько 200 метрів, вони розташовані в три поверхи. У печері дослідники взяли зразки льоду для аналізу в Україні та віднайшли перо невідомого птаха.
Учасники зимувального загону 24-ї Української антарктичної експедиції повернулися в Україну після майже 13 місяців роботи на станції «Академік Вернадський».
Евакуаційний рейс з Лісабона прибув 17 травня 2020 року в аеропорт «Бориспіль». 
Разом із ними повернулися учасники сезонного загону, які працювали на станції три місяці. Полярники вирушили зі станції «Академік Вернадський» ще 24 квітня. На дорогу додому вони витратили 24 дні.
Після перетину найбільш штормового місця планети — протоки Дрейка — учасники експедицій прибули в порт Пунта-Аренас у Чилі. Потім через Сантьяго, Сан-Паулу і Лісабон повернулися в Україну.

## Склад експедиції

Логотип Національного антарктичного наукового центру

До складу експедиції увійшли науковці:
- Ігор Дикий — керівник експедиції, зоолог, Львівський національний університет імені Івана Франка, Львів;
- Оксана Савенко — біолог, Національний антарктичний науковий центр, Київ;
- Євгеній Бріллінг — геофізик, Інститут геофізики імені С. І. Субботіна НАН України, Нижнє Селище, Закарпаття;
- Богдан Гаврилюк — геофізик, Радіоастрономічний інститут НАН України, Харків;
- Олександр Зулас — метеоролог, Гідрометеорологічний центр Чорного та Азовського морів, Одеса;
- Сергій Разумний — метеоролог, Інститут геофізики ім. С. І. Субботіна НАН України, Київ;
- Тарас Білий — метеоролог, Інститут геофізики ім. С. І. Субботіна НАН України, Київ;

Команда життєзабезпечення:
- Наталія Бабій — лікар, Київ;
- Антон Омельченко — системний механік, Київ;
- Андрій Голубенко — дизеліст-електрик;
- Олександр Квятковський — системний адміністратор зв'язку, Херсонська область;
- Богдан Паламарчук — кухар, Київ.

## Цілі експедиції

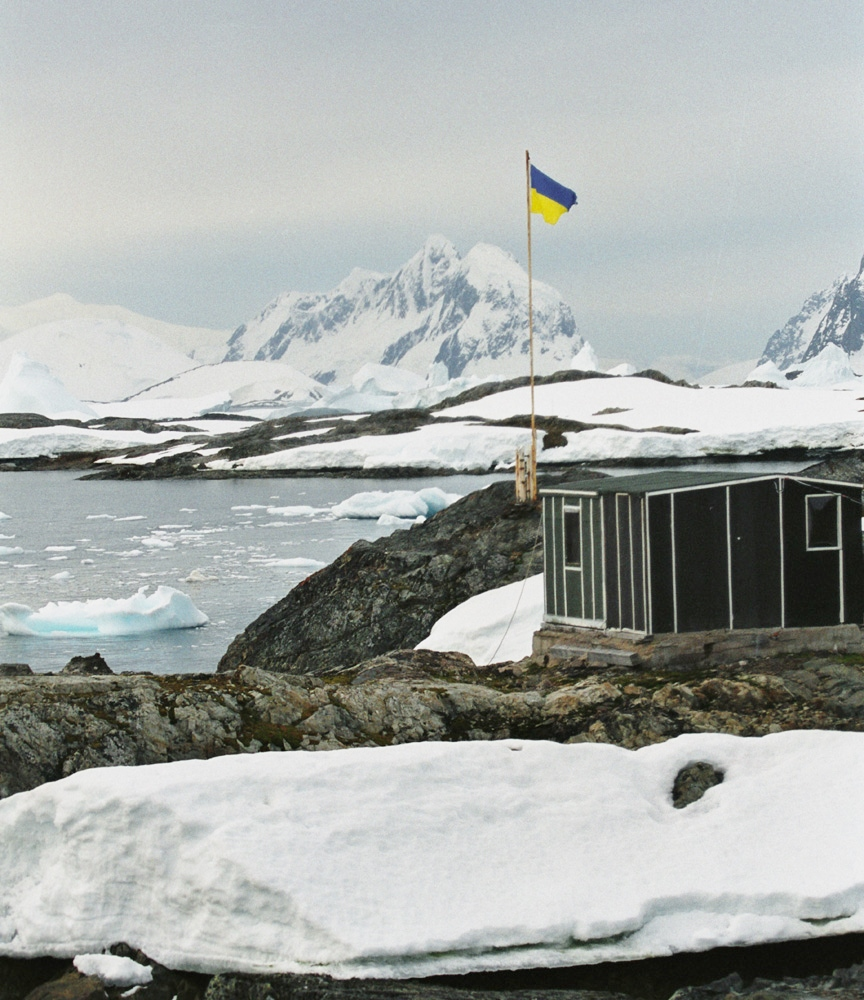
Антарктична станція «Академік Вернадський»

В Антарктиді українські науковці виконували три основні види досліджень:
1. метеорологічні:
  - безперервні спостереження за зміною клімату з 1947 року;
  - зміни рівня моря, його солоності і температури;
  - стан та динаміка «озонової діри»;
  - вплив змін клімату на льодовики та снігонакопичення в регіоні.
2. геофізичні:
  - космічна погода (сонячна активність, магнітні бурі, гігантські грози у верхній тропосфері тощо);
  - стан навколоземної плазми;
  - відбір зразків гірських порід;
  - стан льодовиків.
3. біологічні:
  - антарктичні мікроорганізми (бактерії, дріжджі, міцеліальні гриби);
  - флора (зокрема, єдині квіти Антарктиди — колобантус та десшампсія, антарктичні мохи та лишайники);
  - гніздування домініканських мартинів та поморників;
  - популяції пінгвінів дженту та аделі як індикатор стану запасів криля у Південному океані;
  - фотоідентифікація китів, касаток;
  - склад антарктичних ґрунтів.